# Condado de Calhoun (Arkansas)
O Condado de Calhoun é um dos 75 condados do estado americano do Arkansas. Sua sede de condado é Hampton. Sua população é de 5 744 habitantes.